# Mathias Caserio
Mathías Juan Jesús Caserio (Rosario, Argentina, 18 de diciembre de 1986), futbolista argentino. Juega de volante.

## Clubes
| Club            | País      | Año       |
| --------------- | --------- | --------- |
| Central Córdoba | Argentina | 2006-2009 |
| Cobreloa        | Chile     | 2009      |